# Die Schwester in der Todeszelle
| Figur            | Darsteller      | Deutscher Sprecher |
| ---------------- | --------------- | ------------------ |
| Perry Sundquist  | Brian Dennehy   | Klaus Sonnenschein |
| Christine Biondi | JoBeth Williams | Rita Engelmann     |
| Ed Biondi        | Tom Mason       | Thomas Danneberg   |
| Dolores Brody    | Ashley Crow     | Franziska Pigulla  |
| Dana Cartier     | Lindsay Crouse  | Karin Buchholz     |
| Detective Ayers  | Eddie Jones     | Joachim Nottke     |

Die Schwester in der Todeszelle (Originaltitel Final Appeal; Alternativtitel Rettung vor der Todeszelle) ist ein Drama aus dem Jahr 1993 von Eric Till mit Brian Dennehy und JoBeth Williams in den Hauptrollen. Die deutsche Synchronisation wurde von der Synchronfirma Cinephon Filmproduktions GmbH, Berlin, erstellt, während Norbert Langer verantwortlich war für das Dialogbuch und die Dialogregie.

## Handlung
Christine Biondi ist verheiratet und hat eine Tochter und einen Sohn. Sie wird aber von ihrem Mann misshandelt. Ihr Bruder Perry Sundquist ist ein Anwalt, der aber auch ein depressiver Alkoholiker ist. Er liegt am Boden und kann ihr deshalb nicht helfen. Als ihm auch noch die Zulassung entzogen wird, wähnt er sich am Ende. Dann verhaftet die Polizei Christine wegen Mordes an ihrem Mann, obwohl sie ihn in Notwehr mit einer Pistole getötet hat. Zusätzlich wird sie nicht angemessen verteidigt, da er von allen, auch von ihrem Anwalt, verehrt wird. Schließlich ist die Staatsanwaltschaft ebenfalls parteiisch in dieser Angelegenheit und tut alles, um sie zum Tode zu verurteilen wegen vorsätzlich geplanten Mordes. Dabei wird sie auch in den Medien gelyncht.
Das alles erwacht Perry von seiner Lethargie und er beschließt alles zu tun, um sie zu verteidigen. So erhält er in seinem Beruf eine zweite Chance, indem man ihn erlaubt, seine Schwester aus familiären Gründen vor Gericht zu verteidigen. Er untersucht den Fall und entdeckt Ungereimtheiten. Er entdeckt auch, dass er sie mit einem großen Messer bedrohte, das ihr Sohn dann versteckte, um ihn davon abzuhalten, es eines Tages tatsächlich zu benutzen. Er verbündet sich daraufhin mit einem Polizeibeamten, der mit dieser Angelegenheit bereits zu tun hatte, bevor der Mann von Christine starb und der ebenfalls überzeugt ist, dass er sie misshandelte.
Bei den Untersuchungen des Polizeibeamten wird er von der zuständigen Staatsanwältin bedroht, den Fall nicht länger zu untersuchen. Dabei droht man ihn sogar, ihn deswegen zu entlassen. Schließlich findet er einen endgültigen Beweis, der bestätigt, dass sie ihn in Notwehr getötet hat. So wird sie wegen Mordes freigesprochen, aber wegen Totschlags mit milderen Umständen verurteilt. Dem Richter wird in Kenntnis gesetzt, was die Staatsanwältin getan hat und es wird angedeutet, dass ihr eine düstere Zukunft bevorsteht. Perry hört nach dem Fall auf, Anwalt zu sein, um sich um ihre Kinder zu kümmern, während Christine im Gefängnis sitzt. Nach einem Jahr wird Christine  dann aus der Haft entlassen.

## Kritik
„Außer Dennehy nichts Überzeugendes dabei“